# Прикаспійська низовина

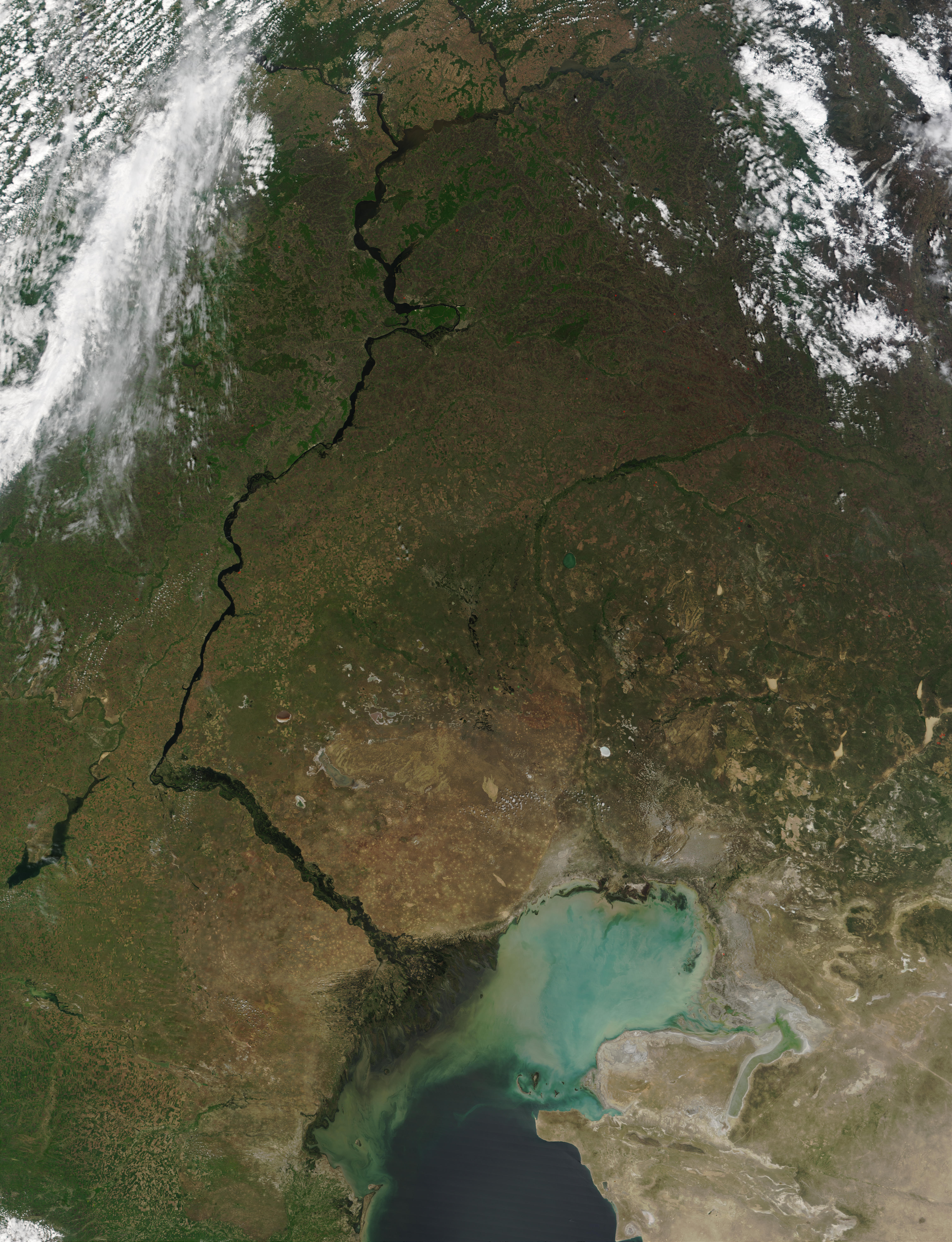
Супутникова фотографія нижньої частини Волги, Прикаспійської низовини і північної частини Каспійського моря

Прикаспі́йська низовина́ — низовина, розташована на північному узбережжі Каспійського моря, на південному сході Східно-Європейської рівнини (Росія) і в Західному Казахстані.
На заході обмежена височинами Ставропольською, Ергені і нижньою течією Волги, на півночі — Общим Сиртом, на північному сході і сході — Передуральським плато, на південному сході — обривом плато Устюрт і півостровом Мангишлак. Площа близько 200 тис. км². Низька рівна поверхня у внутрішній приморській частині лежить нижче за рівень океану (від 0 до —28 м), до околиць підіймається до 100 м абсолютної висоти.
Прикаспійська низовина є рівною поверхнею, полого нахилена до моря, серед якої здіймаються окремі височини — Індерські гори, Велике Богдо, Мале Богдо тощо.
У західній частині перетинається Волго-Ахтубінською заплавою. Включає дельти річок Волга, Терек, Сулак, пониззя Уралу і Емби. Невеликі річки (Великий і Малий Узень, Уіл, Сагиз) влітку пересихають або розпадаються на ряд улоговин, утворюючи озерні розливи — Камиш-Самарські озера, Сарпинські озера. Багато солоних озер (Баскунчак, Ельтон, Індер, Боткуль тощо).
Основна частина низовини відповідає глибокій тектонічній западині на південно-східній околиці Східно-Європейський платформи — Прикаспійській синеклізі. Рівнина ускладнена невеликими височинами — соляними куполами (гора Великий Богдо, 149 м — біля озера Баскунчак тощо.).У антропогені вона заливалася давньокаспійськими трансгресіями і з поверхні складена в північній частині глинястими і суглинними, а в південній — піщаними відкладеннями. Характерними елементами рельєфу є беровські пагорби у дельті Волги, западини і улоговини на захід від неї.
Клімат сухий, континентальний, з суворою і малосніжною зимою (середня температура січня — низька для даної широти — від —14° на півночі до —8 °С на узбережжі Каспійського моря) і спекотним літом (середня температура липня від 22° на півночі до 24 °C на півдні), малою кількістю опадів (на півдні і сході менше 200 мм на рік). У внутрішній приморській частині на сході панують пустельні ландшафти, на півночі, заході, північному заході — напівпустельний.
Серед земельних угідь переважають пасовища. У Волго-Ахтубінській заплаві розвинені баштанництво, садівництво, овочівництво. Родовища нафти і газу (Урало-Ембінський нафтогазоносний район), в озерах (Ельтон і Баскунчак) — куховарська сіль тощо.